# 蕭宸妃
蕭宸妃（?—?），金朝第四代皇帝完颜亮之妃。
完颜亮为宰相，妾只有三人。蕭氏为第三娘子。初即位，封正妻岐国妃徒单氏为惠妃，后为皇后。第二娘子大氏封贵妃，第三娘子萧氏封昭容，耶律氏封修容。昭容萧氏在天德二年（1150年），特封淑妃，贞元二年（1154年），进封宸妃。完颜亮即位之初，后宫只有这三个人，尊卑之叙，等威之辨，若有可观。